# Port lotniczy Altaj
Port Lotniczy Altaj (IATA: LTI, ICAO: ZMAT) – port lotniczy w Altaju, stolicy ajmaku gobijsko-ałtajskiego, w Mongolii.